# Парламентские выборы во Вьетнаме (2011)
Парламентские выборы во Вьетнаме проходили 22 мая 2011 года. На них избирались члены 13-го Национального собрания. Во Вьетнаме существует однопартийная система. Руководящая Коммунистическая партия Вьетнама является единственной разрешённой политической партией, которая может участвовать в выборах, которая и получила в результате ожидавшееся большинство мест.

## Избирательная система
Члены Национального собрания избираются по 184 многомандатным округам в два тура. В первом туре кандидат должен набрать абсолютное большинство голосов, во втором туре достаточно набрать простое большинство. Всего избирается 500 депутатов.

## Предвыборная кампания
По данным Министерства внутренних дел в выборах участвовало 827 кандидатов, из которых 31,4 % составляли женщины, 14,3 % не были членами Коммунистической партии, 16,1 % были представителями этнических меньшинств страны и 22,1 % были кандидатами на переизбрание. Независимо от партийного положения, всех кандидатов оценивает общественный Отечественный фронт.
Первоначально 82 человека были самовыдвиженцами, но из них только 15 были утверждены партийными должностными лицами для участия в выборах. Тем не менее, во Вьетнаме число самовыдвиженцев увеличилось до 82 в 2011 году по сравнению с 30 в 2007 году. Некоторые продемократические и правозащитные активисты были частью самовыдвиженческой группы, которая не получила необходимого одобрения. Среди них были юристы Ле Куок Куан, бывший сотрудник Национального фонда за демократию, а также Ку Гуй Ха Ву и Ле Конг Динь, оба приговоренные к тюремному заключению за деятельность против безопасности и пропагандистские выпады против государства.
14 мест в Политбюро также были выставлены на выборы, хотя эти выборы проводились в небольших избирательных округах, выбранных лидерами партий. Таким образом, не все вьетнамские избиратели имели право голоса при принятии решения Политбюро на выборах.

## Результаты выборов
Во время выборов было зарегистрировано 62 200 000 избирателей, и, как сообщалось, было подано 61 900 000 бюллетеней. Явка избирателей была чрезвычайно высокой — 99,51 %. Из 500 избранных членов 333 стали депутатами впервые, а четыре были самовыдвиженцами. Почти все из них имели степень бакалавра; 15,6 % были из числа этнических меньшинств, 24,4 % — женщины и 8,4 % не были членами Коммунистической партии. Беспартийные члены, которым удалось получить место в Национальном собрании, включают дуэт братьев и сестер Данг Тхань Там и Данг Тхи Хоанг Йен из Saigon Investment Group.
| Партия                                                            | Голосов    | %   | Мест |
| ----------------------------------------------------------------- | ---------- | --- | ---- |
| Коммунистическая партия                                           |            |     | 454  |
| Беспартийные                                                      |            |     | 42   |
| Независимые                                                       |            |     | 4    |
| Недействительных бюллетеней                                       |            | -   | -    |
| Всего                                                             | 61 965 651 | 100 | 500  |
| Зарегистрированных избирателей/ Явка                              | 63 000 000 |     |      |
| Источник: IPU Архивная копия от 25 ноября 2020 на Wayback Machine |            |     |      |

## Последующие события
После выборов на заседании 25 июля 2011 года новое Национальное собрание избрало Чыонг Тан Шанга новым президентом, за него проголосовали 483 из 496 членов Национального собрания.